# Universidad Nacional Agraria (Nicaragua)
La Universidad Nacional Agraria es una universidad pública con sede en Managua, Nicaragua. La Universidad Nacional Agraria tiene sus raíces en la Escuela Nacional de Agricultura, establecido el 25 de mayo de 1917. Fue incorporado en 1986, por decreto presidencial, en la Universidad Nacional Autónoma de Nicaragua como el Instituto de Ciencias Agrícolas (ISCA).
En 1990, la facultad de ISCA en la Universidad Nacional se convirtió en una entidad autónoma; la Universidad Nacional Agraria, con cuatro facultades:
- Facultad de Agronomía (FAGRO)
- Facultad de Recursos Naturales y Medio Ambiente (FARENA)
- Facultad de Educación a Distancia y Desarrollo Rural (FED-DR)
- Facultad de Ciencia Animal (FACA)